# Portion mastoïdienne de l'os temporal
La portion mastoïdienne de l’os temporal ou mastoïde correspond à la partie postérieure de l'os temporal. Elle présente une surface rugueuse donnant attache à plusieurs muscles et présentent des foramens pour des vaisseaux sanguins. À partir de ses bords, elle s'articule avec les os pariétal et occipital.

## Étymologie
Le mot "mastoïde" est dérivé du mot grec signifiant "sein", en référence à la forme de cet partie.

## Surfaces

### Surface externe
Sa surface externe est rugueuse. C'est la zone d'insertion des muscles occipitaux et auriculaire postérieur.
Elle peut présenter le foramen mastoïdien situé près du bord postérieur permettant le passage d'une veine vers le sinus transverse de la dure-mère et d'une petite branche de l'artère occipitale à la dure-mère. La position et la taille de ce foramen sont très variables : il peut être situé dans l'os occipital ou dans la suture entre le temporal et l'occipital.
Elle est constitutive du conduit auditif et de la cavité tympanique.

#### Processus mastoïde

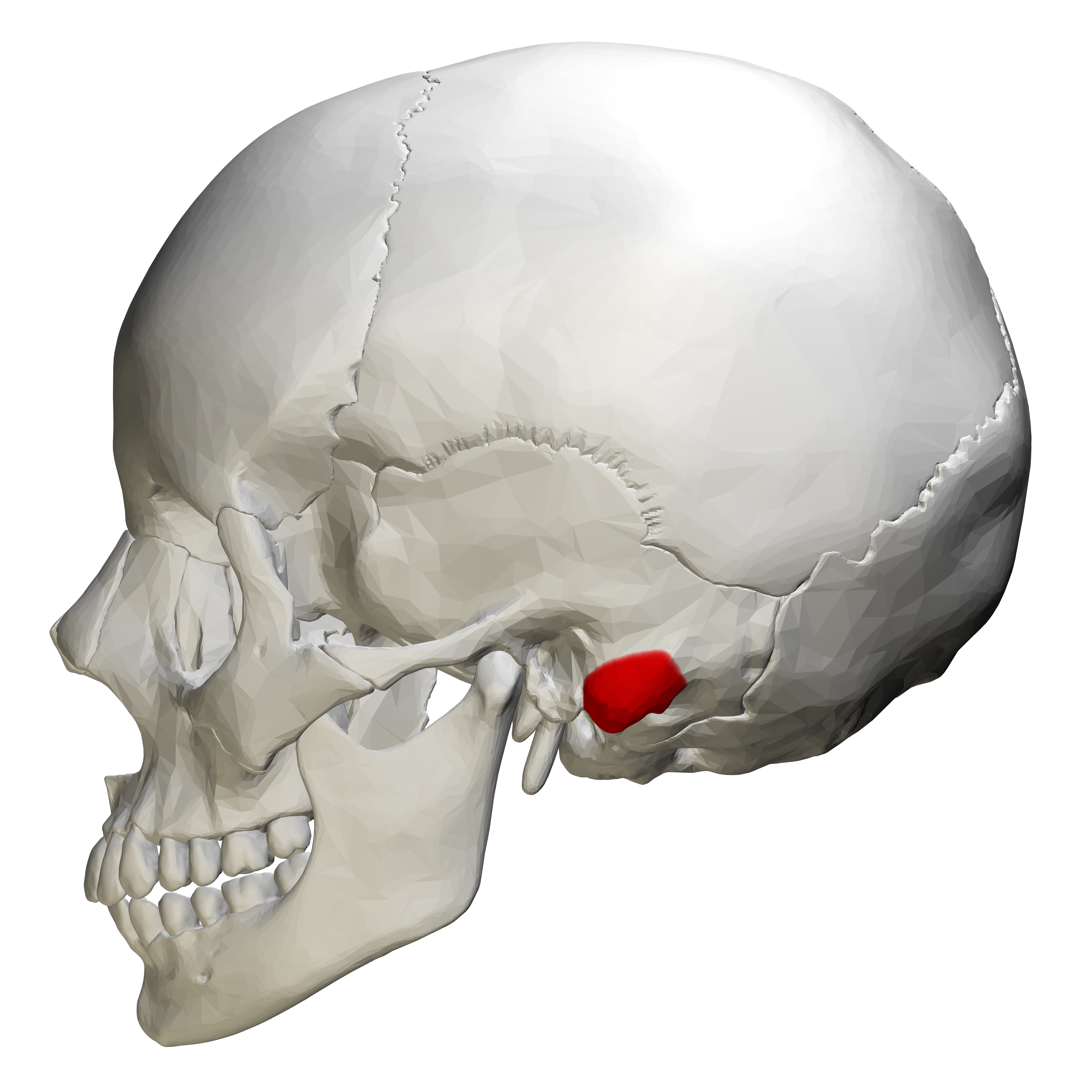
Le processus mastoïde (en rouge)

Le processus mastoïde est situé en arrière et en dessous du conduit auditif, latéralement à l'apophyse styloïde, et se présente sous la forme d'une projection conique ou pyramidale. Il forme une proéminence osseuse derrière et sous l'oreille. Il a une taille et une forme variables (par exemple, il est plus gros chez l'homme que chez la femme).
Il est pneumatisé par les cellules mastoïdiennes.
C'est la zone d'insertion du muscle sterno-cléido-mastoïdien, du ventre postérieur du muscle digastrique, du muscle splénius de la tête et du muscle longissimus.
Sur le côté médial du processus se trouve une rainure profonde, l'incisure mastoïdienne ou rainure du digastrique, pour la fixation du muscle digastrique. En dedans se trouve un sillon peu profond qui loge l'artère occipitale.
Le nerf facial passe à proximité de l'apophyse mastoïdienne.

### Surface interne
La face interne de la portion mastoïdienne présente un sillon profond et incurvé, la partie temporale du sillon du sinus sigmoïde, qui loge une partie du sinus transverse de la dure-mère.
La rainure du sinus transverse est séparée de la plus interne des cellules mastoïdiennes par une lame osseuse très fine, celle-ci pouvant être partiellement absente.

## Bords
Le bord supérieur de la partie mastoïdienne est large et dentelé et s'articule avec l'angle mastoïdien de l'os pariétal.
Le bord postérieur, également dentelé, s'articule avec le bord inférieur de l'os occipital entre l'angle latéral et le processus jugulaire.

## Pneumatisation
L'apophyse mastoïdienne est creusée d'espaces de taille et de nombres variables : les cellules mastoïdiennes. Dans sa partie supérieure et antérieure, elles sont grandes et irrégulières et contiennent de l'air, vers la partie inférieure, elles diminuent de taille, celles du sommet sont souvent assez petits et contiennent de la moelle. Parfois, elles sont entièrement absentes, et la mastoïde est alors compact.
En plus de ces cellules, une grande cavité irrégulière est située à la partie supérieure et avant de l'os : l'antre tympanique. Il doit être distingué des cellules mastoïdiennes, bien qu'il communique avec elles. Comme les cellules mastoïdiennes, elle est remplie d'air et tapissée par un prolongement de la membrane muqueuse de la cavité tympanique, avec laquelle elle communique.
L'antre tympanique est délimité :
- en haut par une fine plaque d'os, le tegmen tympani, qui le sépare de la fosse moyenne de la base du crâne,
- en bas par l'apophyse mastoïdienne,
- latéralement par l'écaille juste en dessous de la ligne temporale,
- médialement par le canal semi-circulaire latéral de l'oreille interne, qui fait saillie dans la cavité,
- en l'avant il est ouvert sur le récessus épitympanique via l'aditus ad antrum.

L'antre tympanique est une cavité d'une taille importante au moment de la naissance. Les cellules mastoïdiennes peuvent être considérées comme des diverticules de l'antre et commencent à apparaître à la naissance ou avant. Dès la cinquième année, elles sont bien marquées, mais leur développement ne s'achève que vers la puberté.

## Embryologie
Le processus mastoïdien est absent ou rudimentaire dans le crâne néonatal. Il se forme après la naissance (commence à se développer après 1 an)[réf. nécessaire], au fur et à mesure que le muscle sternocléidomastoïdien se développe et tire sur l'os. Il termine généralement son développement structurel à l'âge de 2 ans.

## Aspect clinique

### Processus mastoïde
En raison du développement postnatal tardif du processus mastoïdien, les lésions prénatales de la région se rétablissent souvent spontanément.
Des lésions peuvent rarement se développer sur le processus mastoïdien.